# Vevo
Vevo (/ˈviːvoʊ/; VEE-voh), viết tắt của 'video evolution', là một dịch vụ lưu trữ video đa quốc gia được thành lập ngày 8 tháng 12 năm 2009, dưới dạng một công ty liên doanh giữa "bộ ba" hãng thu âm, Universal Music Group (UMG), Sony Music Entertainment (SME) và Warner Music Group (WMG).
Vevo chỉ lưu trữ các video âm nhạc từ hai hãng Universal Music Group và Sony Music Entertainment, xuất hiện song song trên cả YouTube và trang web của dịch vụ, trong đó các lợi nhuận về quảng cáo và tương tự sẽ được Google và Vevo chia sẻ cho nhau. EMI cũng đã sử dụng Vevo để lưu trữ kho video của mình trước khi bị mua lại bởi UMG năm 2012. Ban đầu, Warner Music Group được cho là đang cân nhắc lưu trữ nội dung của hãng trên dịch vụ này sau khi mới thành lập, nhưng sau đó đã liên kết với đối thủ cạnh tranh của Vevo là MTV Networks (hiện nay là Viacom Media Networks). Vào tháng 8 năm 2015, Vevo ngỏ ý muốn hợp tác lưu trữ nội dung âm nhạc từ Warner Music Group, và thỏa thuận giữa hai bên được hoàn thành ngày 2 tháng 8 năm 2016, hoàn thiện kho âm nhạc của cả "bộ ba" hãng thu có mặt trên Vevo.

## Lịch sử

Logo đầu tiên của Vevo, sử dụng từ tháng 12 năm 2009 tới tháng 3 năm 2013.

Logo thứ hai của Vevo, sử dụng từ tháng 3 năm 2013 tới tháng 7 năm 2016.

Logo thứ ba của Vevo, sử dụng từ ngày 15 tháng 7 năm 2016 - Nay

Ý tưởng về Vevo được mô tả là một dịch vụ streaming cho các video âm nhạc (tương tự như Hulu, một dịch vụ streaming cho phim và các chương trình truyền hình sau khi đã lên sóng), với mục tiêu thu hút thêm nhiều nhà quảng cáo cao cấp. Các nguồn lợi nhuận khác của trang này bao gồm một cửa hàng đồ lưu niệm và các liên kết để mua bài hát đã xem trên Amazon Music và iTunes. UMG đã mua tên miền vevo.com vào ngày 20 tháng 11 năm 2008. SME đạt được thỏa thuận đưa nội dung của hãng vào trang này tháng 6 năm 2009. Trang web được mở ngày 8 tháng 12 năm 2009, và trở thành trang âm nhạc được truy cập nhiều nhất tại Hoa Kỳ trong cùng tháng, vượt qua MySpace Music.
Tháng 6 năm 2012, Vevo tổ chức giải thưởng Certified, vinh danh các nghệ sĩ có ít nhất 100 triệu lượt xem trên Vevo và các đối tác của hãng (bao gồm cả YouTube) thông qua các tính năng đặc biệt trên trang web Vevo.

### Vevo TV
Ngày 15 tháng 3 năm 2013, Vevo cho lên sóng Vevo TV, kênh truyền hình internet phát sóng 24 giờ mỗi ngày các video âm nhạc và các chương trình đặc biệt. Kênh truyền hình chỉ dành cho khán giả tại Bắc Mỹ và Đức, và hãng phải chặn địa chỉ IP tại các khu vực khác. Vevo đã dự định đưa kênh này sang các nước khác. Sau khi làm mới trang web của hãng, Vevo TV được phân ra thành ba mảng tách biệt: Hits, Flow (hip hop và R&B), và Nashville (nhạc đồng quê). Vevo đã đóng cửa dịch vụ nửa đầu năm 2016 nhằm thiết kế lại toàn bộ trang web của mình.
Vevo TV được phát sóng theo lịch trình tự động, tương tự như các mạng lưới video độc quyền của Viacom Media Networks. Các video âm nhạc sẽ được phát hai lần trong vòng một giờ và các chương trình tự sản xuất, như Top 10 Now và Vevo Lift, sẽ được phát sóng vài lần mỗi ngày. Sau khi được làm mới lại năm 2016, Vevo TV dần dần bị khai tử. Các ứng dụng di động của Vevo tiếp tục cho phép xem kênh này cho tới khi được phát hành lại sau đó.

## Các quốc gia có sẵn
Vevo có thể được truy cập tại Úc, Brazil, Canada, Pháp, Đức, Ireland, Ý, Mexico, Hà Lan, New Zealand,   Ba Lan, Tây Ban Nha, Anh Quốc và Hoa Kỳ. Trang web được dự định mở toàn cầu vào năm 2010, nhưng tính tới ngày 1 tháng 1 năm 2017, các nước ngoài các nước trên vẫn không thể truy cập vào trang.  Trang blog chính thức của Vevo cho biết sự chậm trễ là do vấn đề giấy phép. Hầu hết các video của Vevo trên YouTube có thể được xem tại các quốc gia khác, ngoại trừ một số video khi truy cập sẽ hiện thông báo "Trình tải lên không cung cấp video này tại quốc gia của bạn." Dịch vụ Vevo tại Anh Quốc và Ireland được mở ngày 26 tháng 4 năm 2011.
Ngày 16 tháng 4 năm 2012, Vevo được triển khai tại Úc và New Zealand bởi MCM Entertainment. Vào ngày 14 tháng 8 năm 2012, Brazil trở thành quốc gia Mỹ Latin đầu tiên triển khai dịch vụ. Dịch vụ được dự định được triển khai tại thêm sáu quốc gia châu Âu và Mỹ Latin vào năm 2012. Vevo đã được mở tại Tây Ban Nha, Ý và Pháp ngày 15 tháng 11 năm 2012. Vevo được triển khai tại Hà Lan ngày 3 tháng 4 năm 2013,  và ngày 17 tháng 5 năm 2013 tại Ba Lan. Ngày 29 tháng 9 năm 2013, Vevo cập nhật ứng dụng iOS của mình, bổ sung Đức vào danh sách các quốc gia có sẵn. Ngày 30 tháng 4 năm 2014, Vevo được mở tại Mexico. Vevo cũng có thể truy cập trên nhiều nền tảng bao gồm Android, iOS, Windows Phone, Windows 8, Fire OS, Google TV, Apple TV, Boxee, Roku, Xbox 360, PlayStation 3, và PlayStation 4.

## Biên tập nội dung
Các phiên bản video trên Vevo có nội dung tục tĩu có thể được biên tập lại, theo một người phát ngôn của công ty, "nhằm giữ mọi thứ sạch sẽ khi phát sóng, 'phiên bản MTV.'" Điều này cho phép Vevo thu hút các đối tác quảng cáo hơn cho mạng lưới của mình như McDonald's. Vevo đã cho biết công ty không có chính sách cụ thể hay danh sách các từ bị cấm. Một số video tục tĩu được bổ sung phiên bản biên tập song song với phiên bản gốc. Không có một hệ thống xếp hạng nào được sử dụng, ngoài việc xác định video là thô tục hoặc không thô tục, nhưng hiện công ty đang bàn luận để tạo ra một hệ thống xếp hạng giúp cả người dùng và nhà quảng cáo có thể chọn mức độ thô tục mà họ chấp nhận.

## 24-Hour Vevo Record
24-Hour Vevo Record, thường được gọi là Vevo Record, là danh hiệu dành cho video âm nhạc nhận được nhiều lượt xem nhất trên Vevo trong vòng 24 giờ phát hành. Video hiện đang giữ kỷ lục này là "Look What You Made Me Do" của Taylor Swift với 43,2 triệu lượt xem.
Vào năm 2012, "Stupid Hoe" của Nicki Minaj trở thành một trong những video âm nhạc trên Vevo đầu tiên nhận được sự chú ý lớn của giới truyền thông ngay trong ngày đầu phát hành, nhận được tới 4,8 triệu lượt xem. Kỷ lục này từ đó đã luôn được Vevo theo dõi. Tổng lượt xem của một video được tính từ tất cả các nền tảng của Vevo, bao gồm YouTube, Yahoo! và các đối tác khác.
Vào ngày 14 tháng 4 năm 2013, "Gentleman" của Psy đã phá vỡ kỷ lục này với 38,4 triệu lượt xem trong 24 giờ đầu. Tuy nhiên, kỷ lục này không được Vevo công nhận vì video này không có liên kết với Vevo cho tới 4 ngày sau khi được phát hành lên YouTube. Cả hai kỷ lục trên YouTube và Vevo cuối cùng đã bị phá vỡ bởi "Look What You Made Me Do" của Taylor Swift vào ngày 28 tháng 8 năm 2017, thu hút được 43,2 triệu lượt xem trong 24 giờ.
Minaj đã nắm giữ kỷ lục Vevo Record nhiều hơn bất cứ nghệ sĩ nào khác với ba video. Taylor Swift, Justin Bieber, One Direction và Miley Cyrus đều nắm giữ kỷ lục hai lần.

### Các video giữ kỷ lục
Danh sách các video từng nắm giữ kỷ lục nhiều lượt xem nhất trong 24 giờ đầu trực tuyến

| Tên video                  | Nghệ sĩ                                 | Lượt xem (triệu) | Số ngày nắm giữ | Ngày đạt kỷ lục      | Tham khảo |
| -------------------------- | --------------------------------------- | ---------------- | --------------- | -------------------- | --------- |
| "Look What You Made Me Do" | Taylor Swift                            | 43,2             | 2763            | 28 tháng 8 năm 2017  | [ 41 ]    |
| "Hello"                    | Adele                                   | 27,7             | 675             | 23 tháng 10 năm 2015 | [ 42 ]    |
| "Bad Blood"                | Taylor Swift hợp tác với Kendrick Lamar | 20,1             | 158             | 18 tháng 5 năm 2015  | [ 43 ]    |
| "Anaconda"                 | Nicki Minaj                             | 19,6             | 271             | 20 tháng 8 năm 2014  | [ 44 ]    |
| "Wrecking Ball"            | Miley Cyrus                             | 19,3             | 344             | 10 tháng 9 năm 2013  | [ 45 ]    |
| "We Can't Stop"            | Miley Cyrus                             | 10,7             | 33              | 20 tháng 6 năm 2013  | [ 46 ]    |
| "Beauty and a Beat"        | Justin Bieber hợp tác với Nicki Minaj   | 10,6             | 250             | 13 tháng 10 năm 2012 | [ 47 ]    |
| "Live While We're Young"   | One Direction                           | 8,3              | 22              | 21 tháng 9 năm 2012  | [ 47 ]    |
| "Boyfriend"                | Justin Bieber                           | 8,0              | 140             | 4 tháng 5 năm 2012   | [ 47 ]    |
| Tính tới 22 tháng 3, 2025  |                                         |                  |                 |                      |           |

Danh sách các nghệ sĩ từng nắm giữ kỷ lục nhiều lượt xem nhất trong khoảng thời gian 24 giờ

| Nghệ sĩ                   | Lượt xem (triệu) | Số ngày nắm giữ | Ngày đạt kỷ lục      | Tham khảo |
| ------------------------- | ---------------- | --------------- | -------------------- | --------- |
| Taylor Swift              | 70               | 2763            | 28 tháng 8 năm 2017  | [ 41 ]    |
| David Bowie               | 51               | 3358            | 11 tháng 1 năm 2016  | [ 48 ]    |
| Adele                     | 36               | 80              | 23 tháng 10 năm 2015 | [ 48 ]    |
| Tính tới 22 tháng 3, 2025 |                  |                 |                      |           |

## Giải Vevo Certified
Giải Vevo Certified vinh danh các nghệ sĩ có hơn 100 triệu lượt xem trên Vevo và các trang đối tác (bao gồm YouTube) thông qua các tính năng đặc biệt trên trang web Vevo. Giải được bắt đầu từ tháng 6 năm 2012. Nghệ sĩ đầu tiên đạt được 100.000.000 lượt xem là Avril Lavigne với video âm nhạc "Girlfriend", mặc dù video này khi đó không có trên Vevo.

### Các nghệ sĩ có nhiều video đoạt giải Vevo Certified nhất
Danh sách các nghệ sĩ có ít nhất 10 video âm nhạc đoạt giải Vevo Certified
| Thứ hạng | Nghệ sĩ             | Số video đoạt giải | Tham khảo |
| -------- | ------------------- | ------------------ | --------- |
| 1.       | Rihanna             | 29                 | [ 49 ]    |
| 2.       | Taylor Swift        | 26                 | [ 50 ]    |
| 3.       | Justin Bieber       | 25                 | [ 51 ]    |
| 4.       | Eminem              | 24                 | [ 52 ]    |
| 5.       | Beyoncé             | 22                 | [ 53 ]    |
| 6.       | Maroon 5            | 21                 | [ 54 ]    |
| 7.       | Katy Perry          | 20                 | [ 55 ]    |
| 7.       | Shakira             | 20                 | [ 56 ]    |
| 9.       | Chris Brown         | 18                 | [ 57 ]    |
| 9.       | Nicki Minaj         | 18                 | [ 58 ]    |
| 11.      | One Direction       | 17                 | [ 59 ]    |
| 12.      | Ariana Grande       | 16                 | [ 60 ]    |
| 12.      | Enrique Iglesias    | 16                 | [ 61 ]    |
| 12.      | Michael Jackson     | 16                 | [ 62 ]    |
| 12.      | Selena Gomez        | 16                 | [ 63 ]    |
| 16.      | Maluma              | 15                 | [ 64 ]    |
| 17.      | Lady Gaga           | 14                 | [ 65 ]    |
| 18.      | Avril Lavigne       | 13                 | [ 66 ]    |
| 18.      | Little Mix          | 13                 | [ 67 ]    |
| 18.      | Pitbull             | 13                 | [ 68 ]    |
| 21.      | Britney Spears      | 12                 | [ 69 ]    |
| 21.      | Calvin Harris       | 12                 | [ 70 ]    |
| 21.      | Demi Lovato         | 12                 | [ 71 ]    |
| 21.      | Romeo Santos        | 12                 | [ 72 ]    |
| 25.      | The Black Eyed Peas | 11                 | [ 73 ]    |
| 25.      | J Balvin            | 11                 | [ 74 ]    |
| 25.      | Miley Cyrus         | 11                 | [ 75 ]    |
| 28.      | Avicii              | 10                 | [ 76 ]    |
| 28.      | The Chainsmokers    | 10                 | [ 77 ]    |
| 28.      | Drake               | 10                 | [ 78 ]    |
| 28.      | Jennifer Lopez      | 10                 | [ 79 ]    |
| 28.      | Mariah Carey        | 10                 | [ 80 ]    |
| 28.      | P!nk                | 10                 | [ 81 ]    |
| 28.      | The Weeknd          | 10                 | [ 82 ]    |